# Rozszczepienie (media)
Rozszczepianie sygnału – praktyka stosowana przez stacje radiowe i telewizyjne o zasięgu ponadregionalnym, wykorzystujące do rozpowszechniania swojego programu więcej niż jeden nadajnik. Istota rozszczepiania polega na wyodrębnieniu w ramówce czasu, w którym z różnych nadajników emitowane będą równocześnie różne programy. Tym samym widzowie lub słuchacze tej samej stacji będą odbierali inną treść w zależności od miejsca, w którym się znajdują.
Zasadniczym celem rozszczepiania jest większa regionalizacja programu. Pozwala to na przyciągnięcie publiczności zainteresowanej audycjami o charakterze typowo lokalnym, np. wiadomościami z regionu. Daje także możliwość pozyskania reklamodawców o budżetach zbyt małych, by zaistnieć na antenach o dużym zasięgu. 
Najgłośniejszym przykładem rozszczepiania w polskich mediach była sprawa radia RMF FM, które przez lata nadawało część programu właśnie tą metodą. Zostało to uznane za sprzeczne z prawem decyzją Krajowej Rady Radiofonii i Telewizji. Ostatecznie jednak decyzja ta została zmieniona we wrześniu 2022 roku w sposób pozwalający stacjom na rozszczepianie programu, a samo radio RMF FM przywróciło rozszczepianie w kwietniu 2025 roku. W początkowej fazie swej działalności zabieg ten stosowała także telewizja TVN, która nadawała cztery regionalne wersje Faktów (Fakty Warszawa, Fakty Łódź, Fakty Północ, Fakty Południe). W latach 1990–2010 rozszczepianie można było zobaczyć w praktyce na antenie TVP2, która rozszczepiała swój sygnał tak, by widzowie z każdego z województw mogli obejrzeć wiadomości przygotowane przez lokalny oddział TVP.
Aktualnie rozszczepianie stosuje się w Polsce rzadko, zastępując je tworzeniem sieci radiowych lub telewizyjnych (grup lokalnych stacji, nadających przez większość czasu wspólny program, często należących do jednego właściciela, jednak działających na podstawie odrębnych koncesji, np. Radio Złote Przeboje czy też ośrodki regionalne TVP3). Nie należy mylić tych dwóch metod – pod względem prawnym i organizacyjnym są one przeciwieństwem, choć dają podobny efekt rynkowy. Rozszczepianie jest poza tym stosowane przez radio RMF FM, nadające w ten sposób prognozę pogody dla wybranych miast, oprócz tego pozostaje ono stosowane w wielu innych krajach, czego przykładem jest m.in. kilkanaście mutacji regionalnych brytyjskiego kanału telewizyjnego BBC One. 